# 데니고모두구
데니고모두구(Denigomodu District)는 나우루 서부에 위치한 행정구로, 면적은 1.18km2, 인구는 2,827명이다. 국영 기업인 나우루 인산염 공사에서 근무하는 인산염 광산 노동자가 거주하며 종합병원과 국립 나우루 인산염 공사 산하 병원이 위치한다.

## 지도

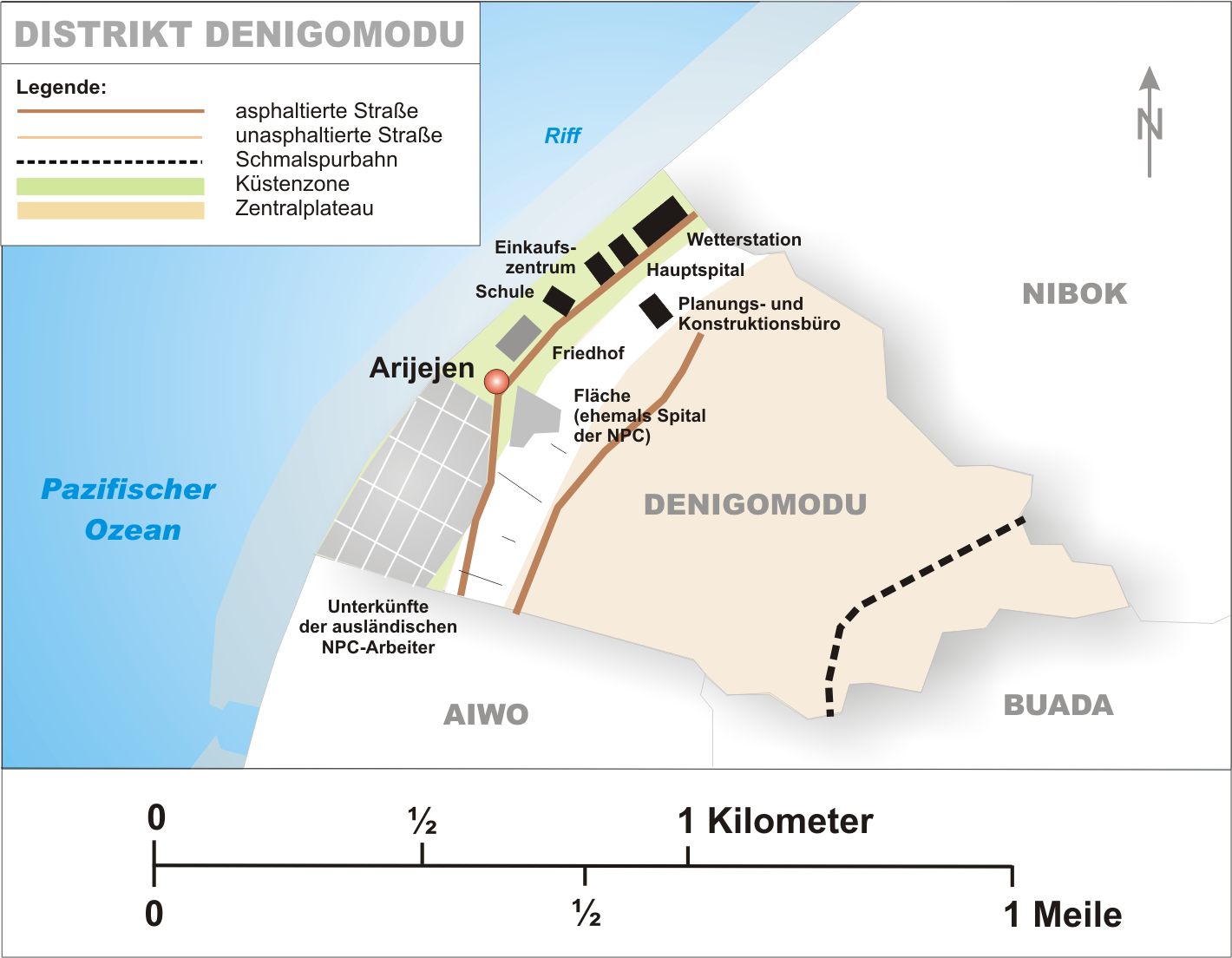
데니고모두 구
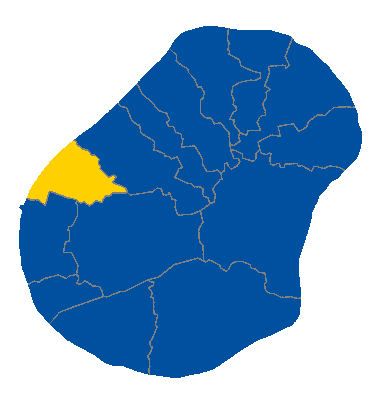
데니고모두 구의 위치

## 사진

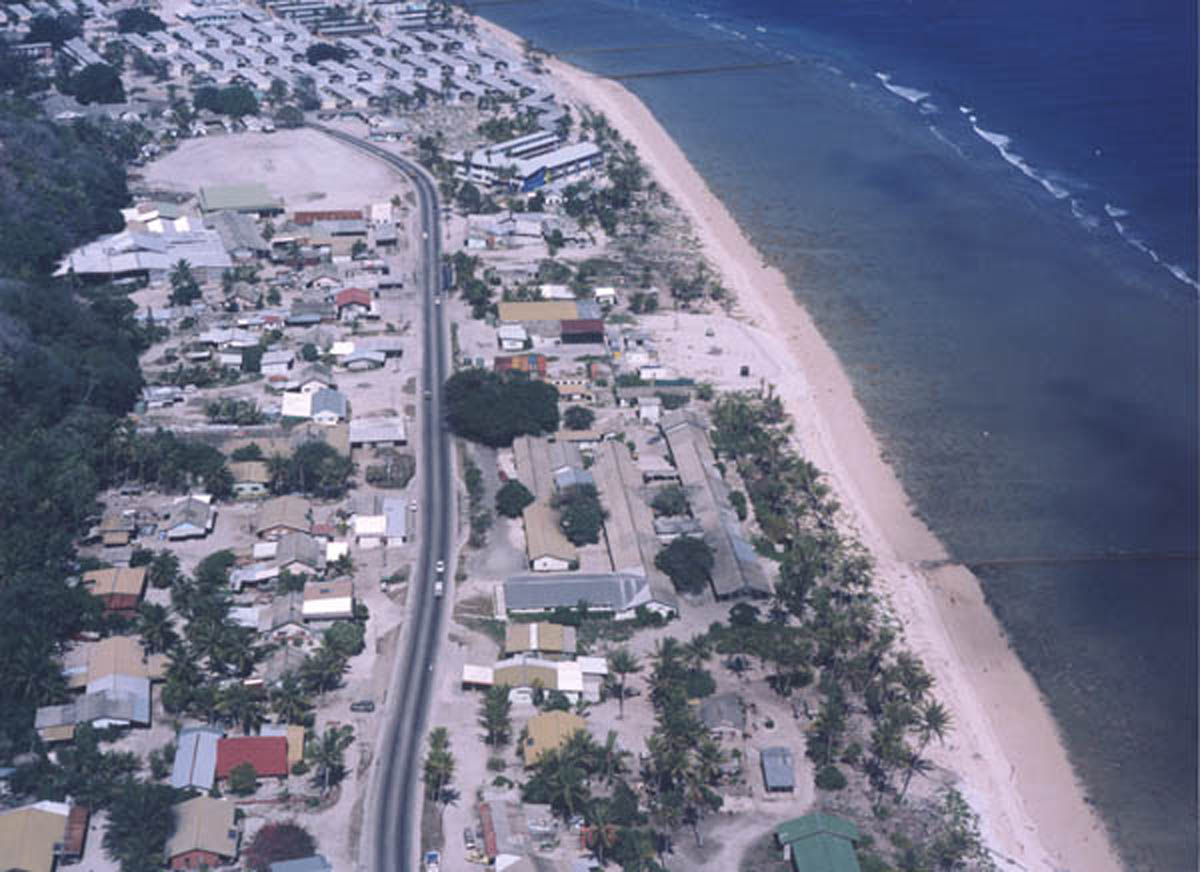
데니고모두 구와 니복 구에 있는 숙박 시설